# Big Brum
Big Brum es el nombre local para la torre del reloj en la Casa Consistorial de Birmingham, Inglaterra.
Fue construido en 1885, es parte de la primera extensión hecha a la construcción original de la Casa Consistorial de 1879 y esta al costado de la puerta del Museo y Galería de Arte de Birmingham. El complejo arquitectónico fue diseñado por el arquitecto Yeoville Thomason. El reloj fue donado por Follett Osler, un pionero local en la medida de datos meteorológicos y cronológicos. El mecanismo del reloj fue suministrado por Gillet & Co. de Croydon, y la torre, junto con el pórtico de entrada fueron laureados en su inauguración.
El nombre hace alusión al Big Ben y, al igual que éste, la torre de Birmingham también toca los cuartos de Westminster."Brum" es un término local para la ciudad, la gente y el dialecto propios de Birmingham. El nombre "Big Brum" puede referirse en la actualidad al reloj, la torre y la campana.